# Volkachbrücke Obervolkach

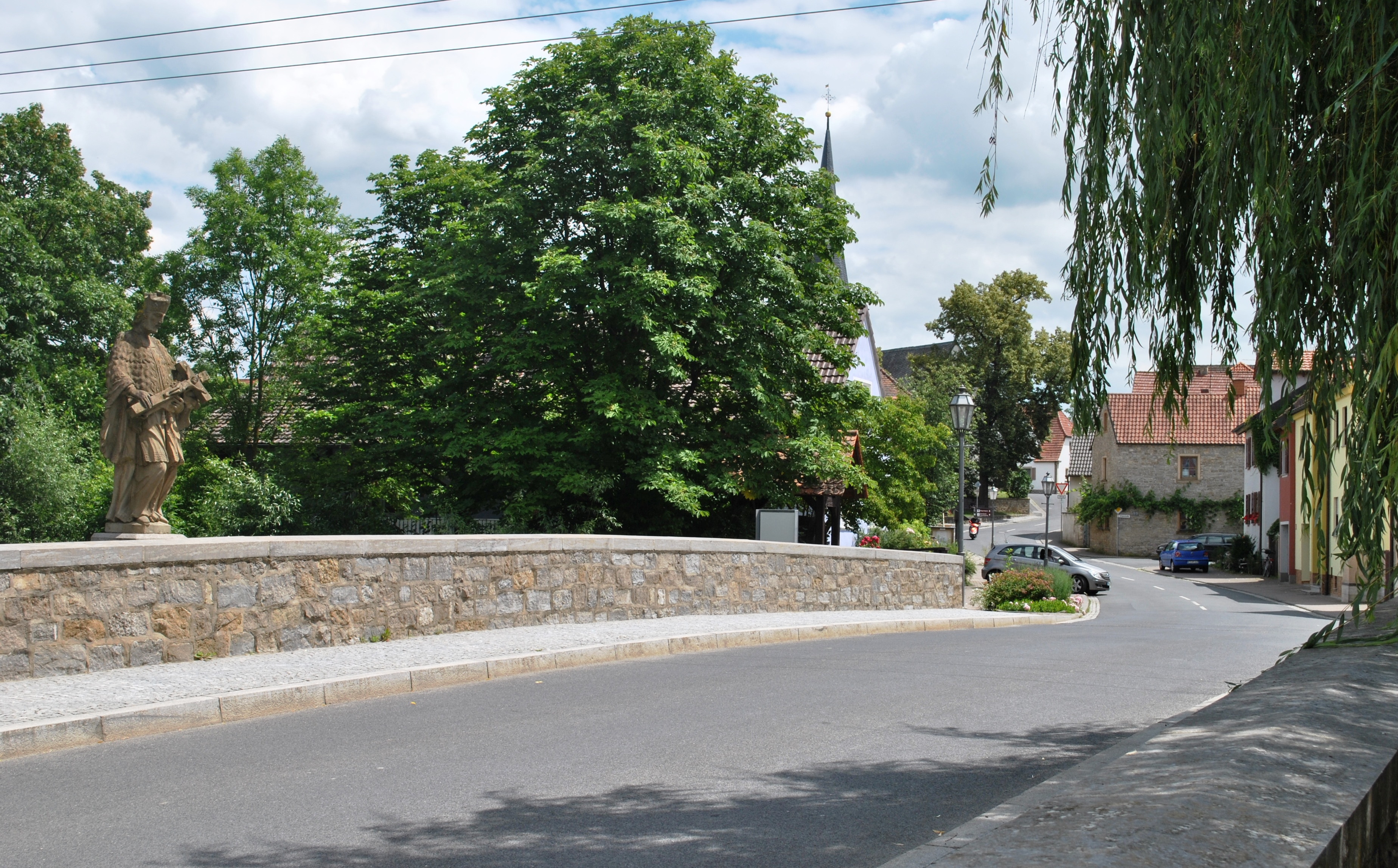
Die Brücke mit der Nepomukfigur in Obervolkach

Die Volkachbrücke Obervolkach verbindet die zwei historischen Dorfteile des Dorfes Obervolkach in Unterfranken miteinander. Die denkmalgeschützte Straßenbrücke führt über den Volkachbach und wird heute von der Bürgermeister-Erhard-Straße überquert.

## Geschichte

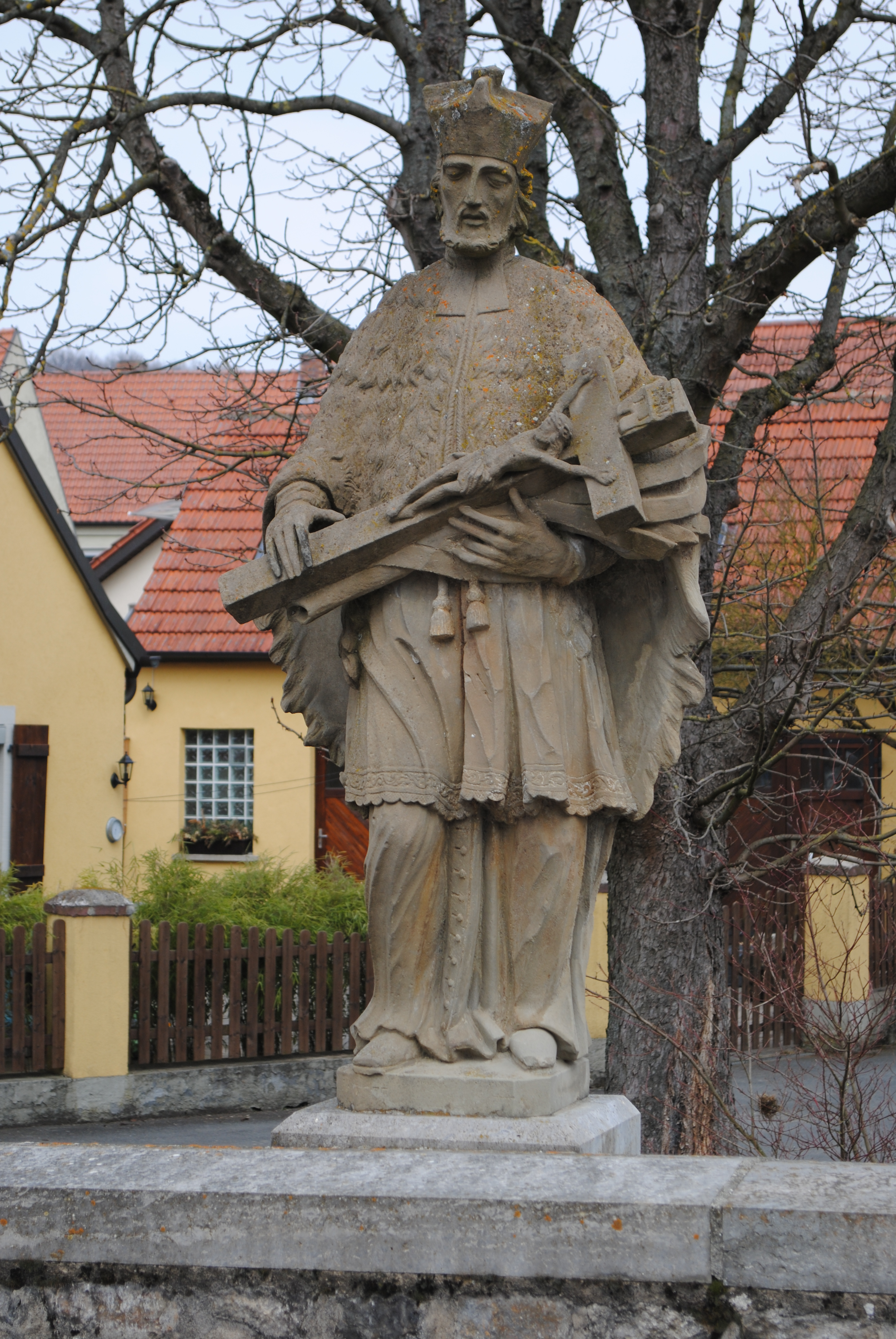
Nepomukfigur

Die Geschichte der Brücke ist eng mit der des Ortes selbst verbunden. Obervolkach entwickelte sich zunächst im Nordwesten des Volkachbachs. Eine Verbindung über den Bach war zu diesem frühen Zeitpunkt noch nicht nötig. Erst mit der Auspfarrung Obervolkachs von der Mutterkirche in Volkach und dem Erhalt einer eigenen Pfarrkirche St. Nikolaus rückte der Fluss in den Mittelpunkt des Dorfes. Erstmals erwähnt wird die Pfarrkirche im Osten des Baches im Jahr 1435. Die beiden Ortsteile wurden mit einer Brücke verbunden.
Fortan bildete die Brücke den Mittelpunkt des dörflichen Lebens in Obervolkach. Eine Erzählung berichtet, dass im Dreißigjährigen Krieg zwischen 1631 und 1634 der schwedische König Gustav II. Adolf über die Brücke geritten sein und das Dorf so unter seine Besatzung gebracht haben soll. Die Geschichte ist allerdings wohl ins Reich der Sagen zu verweisen. Im 18. Jahrhundert entstand eine Nepomukstatue auf der Brücke. Die Brücke über den Volkachbach wird heute vom Bayerischen Landesamt für Denkmalpflege als Baudenkmal eingeordnet.

## Beschreibung
Die Brücke selbst besteht aus vier Jochen. Sie weist gemauerte Widerlager auf und wurde als Bogenbrücke errichtet. Im Zuge der Straßenerneuerung wurde im Jahr 1997 auch die Brücke einer Renovierung unterzogen. Die Nepomukstatue des 18. Jahrhunderts gleicht der in Volkach am Gaibacher Tor. Lediglich das sogenannte Beffchen wurde detaillierter ausgearbeitet. Die Figur ist etwa 1,50 m hoch und wurde aus Sandstein geschaffen.